# Classificação dos átomos de carbono

Exemplo: os átomos de C nos extremos da cadeia são primários enquanto que o central é secundário.

Em compostos orgânicos, os átomos de carbono podem ser classificados com relação à quantidade de carbonos vizinhos, ou seja, estruturalmente ligado:
- Carbono primário: átomo de carbono ligado a apenas um outro átomo de carbono.
- Secundário: átomo de carbono ligado a dois outros átomos de carbono.

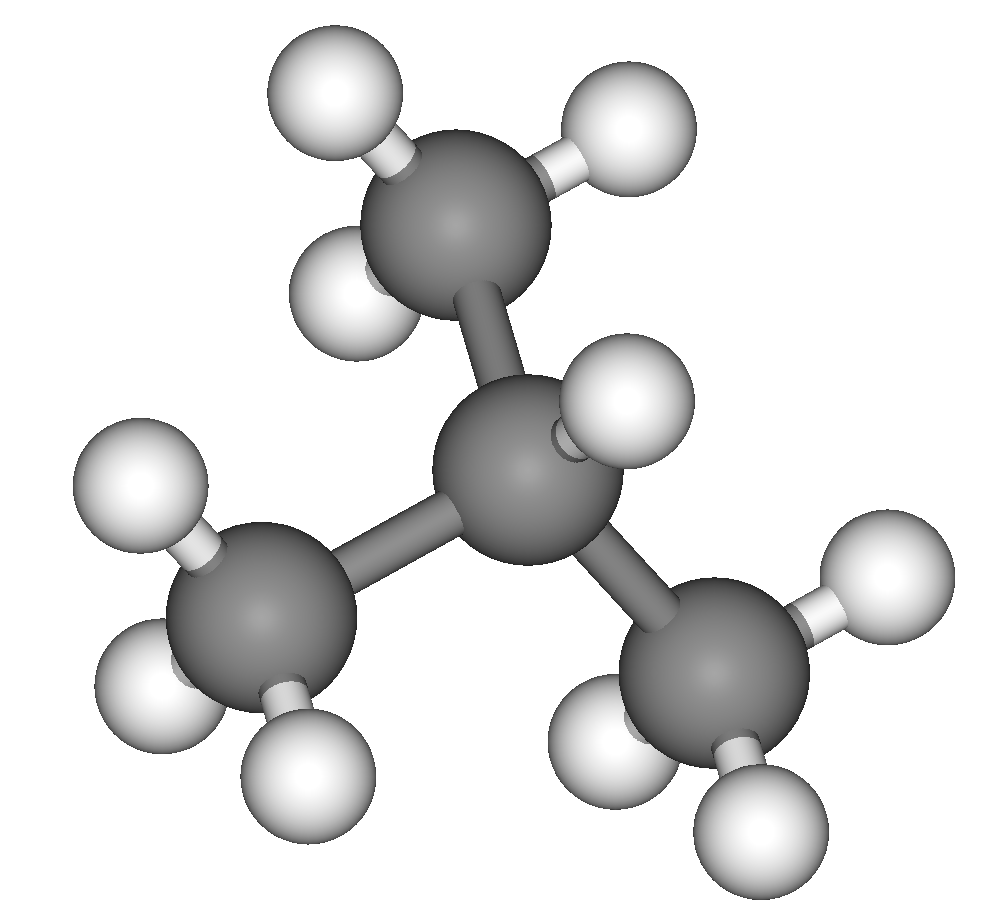
Exemplo: o átomo de C central no isobutano é terciário.

- Terciário: átomo de carbono ligado a três outros átomos de carbono.

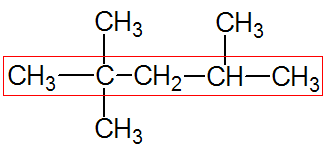
Exemplo: o segundo átomo de C (a contar da esquerda) na cadeia assinalada é quaternário.

- Quaternário: átomo de carbono ligado a quatro outros átomos de carbono.

|                                        | carbono primário | carbono secundário | carbono terciário | carbono quaternário |
| Estrutura geral (R = Cadeia carbônica) | frameless=1.0    | frameless=1.0      | frameless=1.0     | frameless=1.0       |
| Fórmula estrutural (parcial)           | frameless=1.0    | frameless=1.0      | frameless=1.0     | frameless=1.0       |